# Лікарня для прочан та мандрівників
Лікарня з церквою для богомольців — колишня монастирська лікарня у Києво-Печерській лаврі в Києві. Розташована праворуч від входу до Гостиного двору, корпус № 68. Пам'ятка архітектури місцевого значення.

## Історія
Будівля лікарні була зведена у 1849—1851 роках за проектом єпархіального архітектора П. І. Спарро.
У 1863—1869 роках її було розширено, в ній було також облаштовано храм на честь Пресвятої Богородиці Всіх Скорботних Радість. Лікарняна церква була світлою й ошатною, настінні розписи й ікони в іконостасі церкви були призначені для хворих: «Св. Миколай», «Св. Пантелеймон» та інші.
Лікарня з церквою розміщувалась на другому поверсі, на першому були підсобні приміщення. Лікарня спочатку була розрахована на 40-60 ліжок, згодом на 60-70, а на початку ХХ ст. — на 100.
У 1908 році лікарню ремонтували.
Під час Першої світової війни у 1914—1918 роках тут розміщувалось терапевтичне відділення шпиталю Київського військового округу. У 1923 році будівлю передали товариству інвалідів. У 1988 році почались роботи по реставрації будинку. Після капітального ремонту в ньому було розміщено наукові відділи Національного Києво-Печерського історико-культурного заповідника.
Нині цей корпус використовується Свято-Успенською Києво-Печерською лаврою.

## Архітектура
Кам'яна будівля лікарні двоповерхова, виконана у формах пізнього класицизму.